# Torres dels Dos Molins
Les Torres dels Dos Molins és una obra de Vilanova i la Geltrú (Garraf) protegida com a Bé Cultural d'Interès Local.

## Descripció
Situades a uns vint metres una de l'altra, dins la urbanització Aragai, en dues parcel·les que formen part del Pla Parcial del mateix nom.
La torre sud, actualment abandonada, presenta planta circular i la coberta és enderrocada.
La torre nord té un cos de secció circular que descansa sobre una base poligonal que ha sofert modificacions recents.

## Història
Es desconeix la data exacta de construcció. Van perdre la seva funció defensiva i es van convertir en molins de vent. L'any 1969 la base de la torre nord es va habilitar com a part d'un habitatge.